# Jednostka uczestnictwa
Jednostka uczestnictwa – tytuł prawny uprawniający do udziału w aktywach funduszu inwestycyjnego otwartego lub specjalistycznego funduszu inwestycyjnego otwartego. Jednostka uczestnictwa jest jedną z form tytułów uczestnictwa w funduszach inwestycyjnych. Jednostka uczestnictwa nie jest fizycznie istniejącym dokumentem. Zakup i umorzenie jednostek uczestnictwa może wiązać się z poniesieniem odpowiedniej opłaty.
Jednostki uczestnictwa reprezentują prawa majątkowe uczestnika funduszu inwestycyjnego. Fundusz może zbywać jednostki uczestnictwa różnych kategorii, wskazanych w statucie funduszu (będącego składnikiem prospektu informacyjnego funduszu). W praktyce najczęściej występują dwie kategorie jednostek uczestnictwa. Dla przykładu w ramach niektórych rozwiązań inwestorzy mogą wybrać walutę, w jakiej denominowana będzie ich inwestycja lub zdecydować, czy dywidendy z posiadanych przez fundusz walorów będą wypłacane czy też akumulowane. Fundusz określa w prospekcie informacyjnym wszystkie prawa, ograniczenia, ryzyka i zasady zbywania i odkupywania jednostek uczestnictwa.
Jednostki uczestnictwa funduszu są wyceniane nie rzadziej niż raz na siedem dni. Odbywa się to na podstawie wyceny aktywów netto funduszu i podzieleniu ich przez liczbę przydzielonych i zarejestrowanych jednostek uczestnictwa w dniu wyceny. W wyniku inwestycji aktywa funduszu zmieniają swoją wartość, tym samym zmienia się wartość jednostek uczestnictwa.
Jednostki uczestnictwa są niezbywalne: nie można ich odstąpić, odsprzedać ani darować innej osobie. Mogą być natomiast dziedziczone, a w przypadku jego braku wchodzą do masy spadkowej. Aby wycofać się z uczestnictwa w danym funduszu inwestycyjnym, jednostkę uczestnictwa należy umorzyć.
Jednostki uczestnictwa są podzielne – ich ilość jest prezentowana z określoną dla danego funduszu dokładnością – np. do 3 cyfr po przecinku.
W Polsce jednostki uczestnictwa są zbywane i odkupywane przez fundusze inwestycyjne otwarte (prowadzące działalność zgodnie z prawem unijnym regulującym działalność przedsiębiorstw zbiorowego inwestowania w zbywalne papiery wartościowe UCITS) i specjalistyczne fundusze inwestycyjne otwarte. Jednostki uczestnictwa nie są papierami wartościowymi. Papierami wartościowymi są natomiast certyfikaty inwestycyjne emitowane przez fundusze inwestycyjne zamknięte.